# أورلاندو كول
أورلاندو كول (بالإنجليزية: Orlando Cole)‏ هو عازف تشيلو أمريكي، ولد في 16 أغسطس 1908 في فيلادلفيا في الولايات المتحدة، وتوفي في 25 يناير 2010.

## وصلات خارجية
- أورلاندو كول على موقع ميوزك برينز (الإنجليزية)
- أورلاندو كول على موقع ديسكوغز (الإنجليزية)